# Nové Sedlo u Žatce
Nové Sedlo (deutsch Neusattel b. Saaz) ist eine Gemeinde in Tschechien. Sie befindet sich sechs Kilometer nordwestlich von Žatec zwischen den Flüssen Eger und Liboc. Die Gemeinde gehört zur Mikroregion Žatecko im Okres Louny.

## Geographie
Das Dorf liegt in der Saazer Pfanne auf einem Sattel über dem Břežanský potok, einem abgeworfenen alten Flussarm der Eger. Nach Norden fällt das Gelände sanft ins breite Flussbett der Eger ab und im Süden liegt das Liboctal. Zwischen Nové Sedlo und dem Liboc führt die Staatsstraße 225 von Žatec nach Kadaň und die Eisenbahn von Žatec in Richtung Podbořany mit dem Bahnhalt Žabokliky hindurch.
Nachbarorte sind Přívlaky im Norden, Stroupeč im Nordosten, Záhoři und Libočany im Osten, Čeradice im Süden, Žabokliky im Südwesten, Chbany, Chudeřín und Roztyly im Westen sowie Břežany im Nordwesten.

## Geschichte
Die erste Erwähnung von Nové Sedlo erfolgte im Jahre 1249, als Wenzel I. den Ort und die Feste dem Kloster Waldsassen überließ. Im 15. Jahrhundert befand sich der Ort wieder im weltlichen Besitz und 1444 verkaufte ihn Jan von Měrunice an Heinrich von Schönhof. Später erwarb Bohuslav Felix von Lobkowitz und Hassenstein den Ort. Während der Herrschaft von Jindřich Strojetický ze Strojetic wurde die Feste erneuert. 
Im 18. Jahrhundert gehörte Nové Sedlo der Familie Kulhanek aus Saaz. Nach dem Tode ihrer Kinder stiftete die Witwe Marie Klara Kulhanek 1734 das Pfarrhaus und ließ in den Jahren 1735 bis 1737 die Kirche der Heiligen Dreifaltigkeit und des Hl. Wenzel errichten, die zur Grablege der Familie Kulhanek von Klaudenstein wurde. Nach der Ablösung der Patrimonialherrschaften wurde Neusattel 1850 zur selbstständigen Gemeinde, zu der der Ortsteil Kutterschin gehörte. Politisch war der Ort zum Bezirk Saaz zugeordnet, in Saaz befand sich auch der Gerichtssitz. Das Gut Neusattel mit Kutterschin kaufte 1896 Dr. Hans Damm und ließ zwischen 1898 und 1901 ein Schloss errichten.
Nach dem Münchner Abkommen wurde der Ort dem Deutschen Reich zugeschlagen und gehörte bis 1945 zum Landkreis Saaz.
Ein weiteres Schloss befand sich in Číňov. Das Bauwerk entstand zu Beginn des 19. Jahrhunderts an der Stelle einer alten Feste und wurde in den 1960er Jahren abgebrochen.

## Gemeindegliederung
Die Gemeinde Nové Sedlo besteht aus den Ortsteilen Břežany (Pressern), Číňov (Schinau), Chudeřín (Kutterschin), Nové Sedlo (Neusattel), Sedčice (Sedschitz) und Žabokliky (Schaboglück), die zugleich auch Katastralbezirke bilden.

## Partnergemeinden
- Gelenau/Erzgeb., Deutschland

## Sehenswürdigkeiten

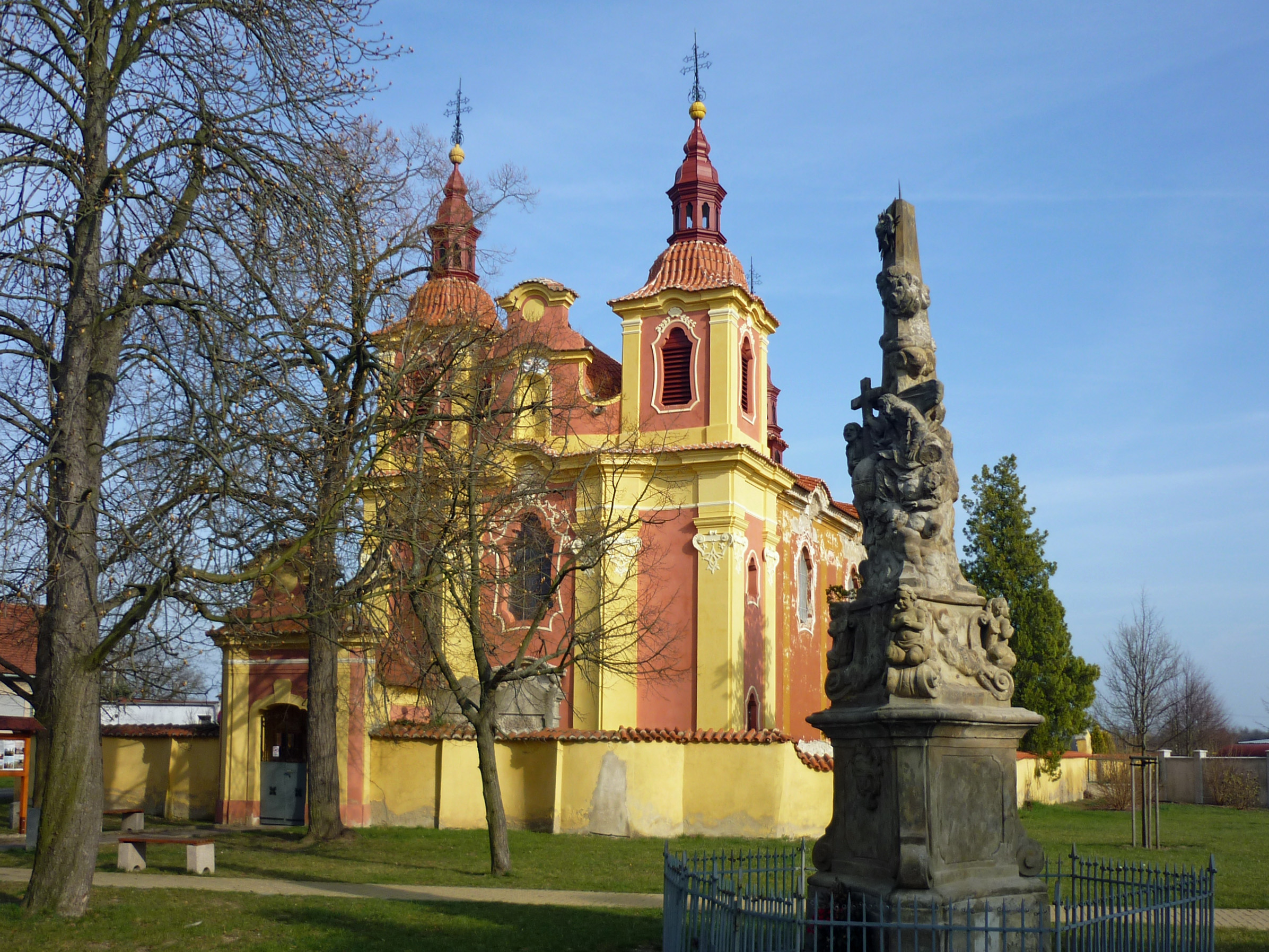
Kirche des Hl. Wenzel und Dreifaltigkeitsäule in Neusattel

- Kirche der Heiligen Dreifaltigkeit und des Hl. Wenzel in Nové Sedlo, erbaut 1735–1737, Ausmalung 1872 erneuert durch Josef Schirmer (1821–1900), akademischer Maler in Saaz
- Dreifaltigkeitssäule an der Kirche in Nové Sedlo, errichtet 1730
- Schloss, im Neorenaissancestil 1898–1901 errichtet von Wilhelm Fuchs (1850–1922), Architekt in Saaz
- Kirche Simon und Juda in Břežany, erbaut 1750
- Dreifaltigkeitssäule auf dem Dorfplatz von Číňov, errichtet 1711
- Kapelle auf dem Dorfplatz von Číňov
- Kapelle der Jungfrau Maria und des Hl. Johannes von Nepomuk auf dem Dorfplatz von Chudeřín, erbaut 1710
- Bartholomäuskirche in Žabokliky, errichtet zu Beginn des 18. Jahrhunderts und zwischen 1892 und 1893 umgestaltet
- barockes Pfarrhaus in Žabokliky

## Söhne und Töchter der Gemeinde
- Josef Barth (1860–1941), österreichisch-tschechoslowakischer Gewerkschafter und Politiker
- Josef Czerny (1846–1910), Komponist, geboren in Sedschitz
- Eugen Gura (1842–1906), österreichischer Bariton, geboren in Pressern